# 艾萨克·牛顿奖章
艾萨克·牛顿奖章（英語：Issac Newton Medal）是由英国物理学会颁发的年度奖项，它包含一枚奖章和1,000英镑的奖金。 奖项颁发给对物理学做出过杰出贡献的物理学家，无论其研究领域、背景、国籍如何。获奖者会被邀请到英国物理学会举办一场讲座。

## 获奖人
- 2008年 安东·蔡林格：“对量子物理学基础的概念上和实验上的开创性贡献，已经成为快速发展的量子信息领域的基石"。[2]
- 2009年 阿兰·古斯：“发明暴胀宇宙模型，认识到暴胀将解决标准宇宙学面临的主要问题，他与其他人对密度扰动谱的计算，这些扰动导致了宇宙的结构的形成”。[3]
- 2010年 爱德华·威滕：“做出许多深刻的贡献，改变了粒子理论，量子场论和广义相对论领域。”[4]
- 2011年 利奥·卡达诺夫：“发明概念性工具，揭示了深刻影响的尺度无关对相变和动力系统行为的深刻影响。”[5]
- 2012年 马丁·里斯：相对论天体物理和宇宙学的杰出贡献。
- 2013年 约翰·彭德里：“对表面科学、无序系统和光子学的开创性贡献”。
- 2014年 黛博拉·金：“开拓量子简并费米气体领域”。
- 2015年 埃利·雅布罗诺维奇：“对光子纳米结构有远见的和基础性的贡献”。
- 2016年 汤姆·基博尔（追授）[6]：为他“对物理学的终生杰出贡献”。
- 2017年 查尔斯·本内特：“领导了WMAP，一颗变革了宇宙学的实验卫星”。
- 2018年 保罗·科克姆：“对实验物理学有突出贡献”。
- 2019年 迈克尔·佩珀：“开辟半导体纳米电子学，发现新的量子现象”。
- 2020年 纳德·恩格塔：“发明了突破性的电磁复合材料，为纳米级光学作出变革性贡献，开拓了近零指数超材料，以及受材料启发的模拟计算和光学纳米电路”。
- 2021年 戴维·多伊奇：“创立量子计算的全新学科，确立量子计算的基本思想量子比特”。